# Kanamemo
Kanamemo (jap. かなめも) – czteropanelowa manga autorstwa Shōko Iwami, publikowana na łamach magazynu „Manga Time Kirara Max” wydawnictwa Hōbunsha od kwietnia 2007 do października 2013. Na jej podstawie studio Feel wyprodukowało serial anime, który emitowano od lipca do września 2009.

## Fabuła
Historia opowiada o Kanie Nakamachi, licealistce, która wcześniej straciła rodziców, a niedawno zmarła również jej ostatnia krewna, babcia. W rezultacie dziewczyna zamieszkuje i pracuje w biurze dostarczającym gazety, aby się utrzymać.

## Bohaterowie
- Kana Nakamachi (jap. 中町 かな Nakamachi Kana)

Seiyū: Aki Toyosaki 
- Saki Amano (jap. 天野 咲妃 Amano Saki)

Seiyū: Kaoru Mizuhara 
- Yume Kitaoka (jap. 北岡 ゆめ Kitaoka Yume)

Seiyū: Ryō Hirohashi 
- Yuuki Minami (jap. 南 ゆうき Minami Yūki)

Seiyū: Aya Endō 
- Hinata Azuma (jap. 東 ひなた Azuma Hinata)

Seiyū: Eri Kitamura 
- Haruka Nishida (jap. 西田 はるか Nishida Haruka)

Seiyū: Yui Horie 
- Mika Kujiin (jap. 久地院 美華 Kujiin Mika)

Seiyū: Rie Kugimiya 

## Manga
Seria ukazywała się w magazynie „Manga Time Kirara Max” od 19 kwietnia 2007 do 19 października 2013. Wydawnictwo Hōbunsha zebrało jej rozdziały w 6 tankōbonach, wydawanych od 27 sierpnia 2008 do 27 listopada 2013.
| Nr | Data wydania (język japoński) | ISBN (język japoński)  |
| -- | ----------------------------- | ---------------------- |
| 1  | 27 sierpnia 2008              | ISBN 978-4-8322-7725-0 |
| 2  | 26 marca 2009                 | ISBN 978-4-8322-7791-5 |
| 3  | 26 września 2009              | ISBN 978-4-8322-7844-8 |
| 4  | 27 listopada 2010             | ISBN 978-4-8322-7960-5 |
| 5  | 26 grudnia 2012               | ISBN 978-4-8322-4242-5 |
| 6  | 27 listopada 2013             | ISBN 978-4-8322-4371-2 |

## Anime
Telewizyjny serial anime na bazie mangi został zapowiedziany w marcowym numerze magazynu „Manga Time Kirara Max” z 2009 roku. Seria została wyprodukowana przez studio Feel, za reżyserię na podstawie scenariusza Riki Nakase odpowiadał Shigehito Takayanagi, postacie zaprojektował Shin’ichi Tatsuta, a muzykę skomponowała Yukari Hashimoto. Serial był emitowany w Japonii od 5 lipca do 27 września 2009. Motywem otwierającym jest „Kimi e to tsunagu kokoro” (jap. 君へとつなぐココロ) w wykonaniu Aki Toyosaki, Kaoru Mizuhara i Rie Kugimiyi, natomiast końcowym „Yahho! Kanamemo ver.” (jap. YAHHO!! かなめもVer.) autorstwa Yui Horie.